# An Ideal for Living
An Ideal for Living — перший мініальбом англійського гурту Joy Division, який вийшов 3 червня 1978 року.

## Композиції
1. Warsaw – 2:26
2. No Love Lost – 3:42
3. Leaders of Men – 2:34
4. Failures – 3:44

## Учасники запису
- Єн Кертіс — гітара
- Бернар Самнер — гітара
- Пітер Хук — барабани
- Стефен Морріс — бас-гітара